# Sudan African National Union
Die Sudan African National Union (arabisch اتحاد الوطنى الافريقى السودان, DMG al-Ittiḥād al-Wataniy al-Afriqiy al-Sudan, Ettihad Al-Wataniy Al-Afriqiy Al-Sudan, SANU) ist eine Partei, welche 1963 von Saturnino Ohure und William Deng Nhial in Uganda gegründet wurde. In den späten 1960ern trat die Partei bei Wahlen im Sudan an mit dem Ziel Autonomie für den heutigen Südsudan innerhalb einer föderalen Struktur zu erwirken. Manche Mitglieder der Party im Exil unterstützten auch die volle Unabhängigkeit. 2008 saß eine Partei mit demselben Namen in der Southern Sudan Legislative Assembly.

## Ursprünge
Einige Zeit nach der Machtübernahme der Armee 1958 flohen auch zahlreiche Politiker ins Exil, neben William Deng auch Pater Saturnino Ohure, Joseph Oduho und Alexis Bakumba.
Saturnino Ohure und Joseph Oduho zogen 1962 von Uganda nach Kinshasa, Zaire, wo sie sich mit William Deng zusammenschlossen und die Sudan African Closed Districts National Union (SACDNU) begründeten. Die Exilanten gingen 1963 wieder zurück nach Kampala in Uganda und verkürzten den Namen der Bewegung in „Sudan African National Union“ (SANU).
Joseph Oduho war der erste Präsident der SANU von 1962 bis 1964.
Der neue Name sollte zugleich Solidarität mit anderen afrikanischen nationalistischen Bewegungen der Zeit suggerieren.

## Exilbewegung
In Kampala wurde die SANU die Stimme der 60.000 Flüchtlinge, welche sich in Camps in Zaire und Uganda geflüchtet hatten. Im Sudan selbst konnte sie jedoch keine politische Präsenz aufbauen.
Die Führer der SANU konnten jedoch eine Guerrilla-Bewegung initiieren, die Anya-Nya, welche 1963 in Äquatoria auftauchte. Diese Bewegung führte einzelne Überfälle durch und blieb größtenteils Unabhängig von den Politikern in Kampala.

## Demokratisierungs-Versuche
Im Februar 1965 trennte sich William Deng von den Führern der SANU im Exil und kehrte in den Sudan zurück. Dadurch entstand eine Spaltung der Bewegung in einen SANU-inside und einen SANU-outside Flügel, wobei Deng den „Inneren Flügel“ anführte und Aggrey Jadein den „Äußeren Flügel“.
SANU wurde formal als politische Partei im Sudan anerkannt anlässlich einer Wahlveranstaltung in Omdurman am 11. April 1965. Etwa 2.000 nahmen an der Veranstaltung teil.
Dengs Fraktion der SANU und die Southern Front, eine Massenorganisation unter Führung von Stanislaus Paysama, traten im April 1965 in den Parlamentswahlen an. Die SANU spielte in den nächsten vier Jahren eine aktive Rolle in der Politik und vertrat eine Autonomie des Südsudan in einer föderalen Struktur.
In den Wahlen 1968 gewann William Deng seinen Sitz mit einer überwältigenden Mehrheit, wurde aber ermordet, gerade als die Ergebnisse verkündet wurden.

## Spätere Jahre
Die exilierten Führer der SANU waren gegen Dengs moderaten Ansatz und gründeten in Kampala die Azania Liberation Front.
Zwischen 1965 und 1967 war Joseph Oduho Präsident der Azania Liberation Front. 1971 überwarf er sich mit den Exilgruppierungen aufgrund von Meinungsverschiedenheiten mit Joseph Lagu, dem damaligen Kommandanten der Anya-Nya-Guerrilla, welcher den politischen Flügel dem militärischen Flügel unterstellen wollte.
Oduho war der Einheit des Südlichen Sudan verpflichtet, während Lagu die Aufspaltung in eine kleinere „Equatoria“-Region befürwortete.
Deng war der Vater von Nhial Deng Nhial, dem gegenwärtigen Minister des Südsudan für die Streitkräfte des Südsudan (SPLA).
Die Partei kämpfte für Selbstbestimmung und Unabhängigkeit für den Süden des Sudan. Vorsitzender der SANU war bis 2012 Toby Maduot. In der Southern Sudan Legislative Assembly hatte die SANU 2008 vier Mitglieder.